# Animació amb titelles
L'animació amb titelles (de l'anglès puppet animation) és un tipus d'animació que es caracteritza per la utilització de titelles per explicar una història donant vida a objectes no-animats.
Tradicionalment, els titelles són moguts per l'animador frame per frame i cada moviment és capturat per una càmera. Aquesta pel·lícula feta fotograma a fotograma, quan es projecta en la pantalla, crea en l'espectador una il·lusió de moviment del titella. El mètode que es fa servir sol ser el de Stop-motion.
A diferència dels titelles tradicionals, aquells utilitzats per l'stop-motion acostumen a estar constituïts per una armadura interna que actua com a esquelet del titella. Aquest permet a l'animador moure la figura sense que aquesta perdi la posició buscada.

## Història

### Primers experiments

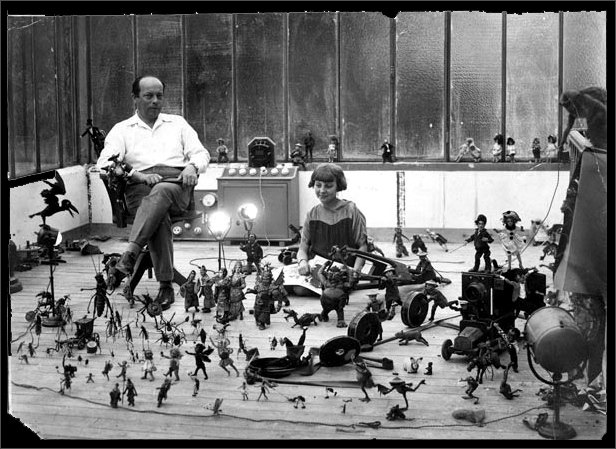
Starewitch en el seu taller, junt la seva filla

La pel·lícula 'The Humpty Dumpty Circus' (1908) creada per J. Stuart Blackton i Albert Smith és considerada la primera pel·lícula d'animació stop-motion que compta amb titelles. Aquesta pel·lícula presentava un circ amb acròbates i animals en moviment. Per dur-la a terme, es va utilitzar la col·lecció de petits ninots de circ de la filla d'Albert Smith, als quals van articular les extremitats perquè no perguessin l'equilibri.
Per la seva part, el cineasta rús Ladislas Starewitch va fer una aportació fonamental en la història de l'animació amb titelles amb pel·lícules com 'The Cameraman's Revenge’, (1912) i 'Le roman de Renard' (1929-1930). Starewitch va descobrir en l'animació el vehicle perfecte per, en un primer moment, exposar les seves observacions científiques i, més endavant, donar llenguatge i forma a les imatges de la seva imaginació. Entre els seus personatges trobem insectes i tota mena d'animals antropomòrfics que semblen extrets d'un gabinet de meravelles singular i encisador.

### Animació digital

#### Lee Harrison III: ANIMAC
Amb els avenços de la tecnologia digital, l'animació va començar la seva deriva cap al món digital. Un dels pioners en l'animació digital amb titelles va ser Lee Harrison III, el qual va fer els seus primers experiments a inicis dels anys 60. Es tractava d'animar figures usant circuits analògics i un tub de rajos catòdics. Harrison va armar un tratge corporal amb potenciòmetres i va crear el primer equip de captura de moviment. Va fer diverses pel·lícules curtes amb aquest sistema, el qual va anomenar ANIMAC.

#### Waldo C. Graphic

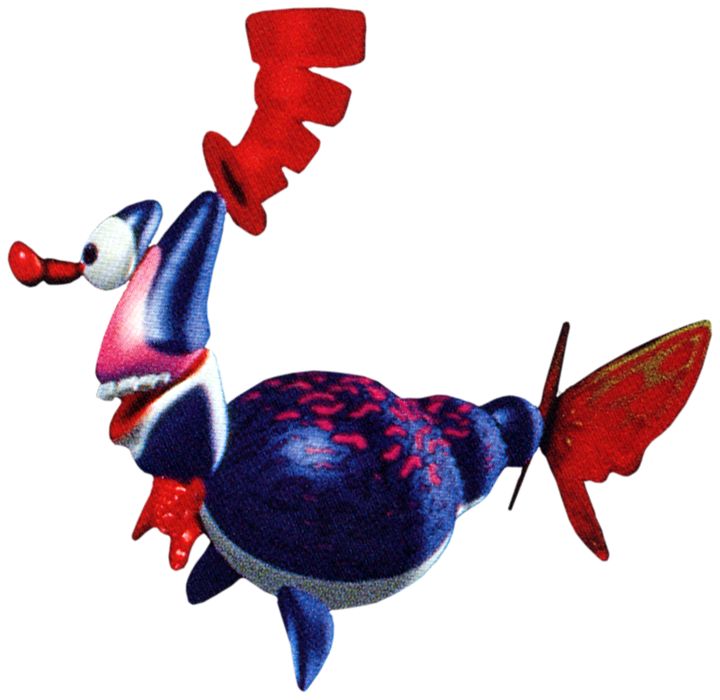
Waldo C. Graphic

Potser el primer exemple d'èxit comercial d'una figura animada digitalment executada i generada en temps real és Waldo C. Graphic, un personatge creat en 1988 per Jim Henson i Pacific Data Images per a la sèrie de televisió The Jim Henson Hour. Henson havia utilitzat ja el sistema Scanimate per generar una versió digital del seu caràcter "Ningú" per a la sèrie de televisió Barri Sèsam l'any 1970, i Waldo va sorgir a partir d'experiments que Henson va dur a terme per crear un equip versió del seu personatge Kermit the Frog l'any 1985.
La rellevància de Waldo com a titella generat per ordinador era que podia ser controlat per un sol titeller (Steve Whitmire) en temps real, com els titelles convencionals. La imatge digital de Waldo era mesclada amb les imatges del video de la resta de titelles físics, de manera que tots els titellers podien actuar junts en una escena. Després, a la postproducció, Waldo es renderitzava en plena resolució, afegint-li alguns elements dinàmics.
Waldo C. gràfic es pot veure avui al Jim Henson's Muppet Vision 3D als parcs temàtics Disney's Hollywood Studios i Disney California Adventure Park.

## Tipologia

### Animació infantil
Els titelles han sigut tradicionalment una forma d'espectacle molt popular entre públic infantil. A mitjans del segle xx, amb la progressiva deriva cap a la societat de les pantalles, la infància de les noves generacions ha estat notablement marcada pel contingut televisiu. Ja des dels seus inicis, en la ficció televisiva van aparèixer creadors que es van dedicar a crear contingut televisiu per als infants fent servir principalment l'animació amb titelles.
Un dels exemples més populars de titelles digital en una sèrie de televisió és la secció "El món d'Elmo" de Barri Sèsam. Un conjunt de personatges de fusta van ser creats amb CGI, per actuar simultàniament amb Elmo i altre titelles reals.
Un estudi recent ha comprovat que l'ús d'avatars en l'storytelling per assistir la narració és beneficial per promoure la creativitat, col·laboració i habilitats socials dels nens, ja que creen noves maneres d'interacció d'aquests amb el seu entorn (ja sigui a nivell real o virtual).

### Animació amb titelles per autistes
En el National Autism Society Conference celebrat a Denver el Juliol de 2015, es va presentar un nou sistema informàtic que usa avatars interactius per ajudar persones en diferents graus d'autisme mitjançant habilitats socials, conversacionals i motivacionals.
L'Invirtua 3D Digital Puppeteer TM, creat per Gary Jesch, presenta personatges animats en 3D que funcionen com un espectacle de titelles digitals. Els nens amb autisme poden aprendre així de manera senzilla l'ús de codis socials simples i comunicar els seus sentiments mitjançant els personatges animats. S'espera que aquest sistema comenci a usar-se com a nova eina terapèutica en centres de tractament de l'autisme.

## Animació amb titelles a Catalunya

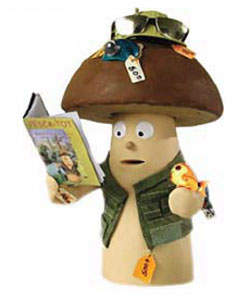
Capelito

La plataforma més destacable per la presentació de productes relacionats amb l'animació a Catalunya és l'ANIMAC (Mostra Internacional de Cinema d'Animació de Catalunya). Creada per l'Ajuntament de Lleida i la Generalitat de Catalunya l'any 1996, en els últims anys ha esdevingut un dels esdeveniments audiovisuals més importants de l'Estat espanyol.
Una de les sèries més populars d'animació amb titelles, emesa pel canal Súper3, és Capelito. El bolet màgic. Capelito combina les possibilitats de transformació d'animació de plastilina amb personatges encantadors i situacions fàcilment reconeixibles. Les idees que sorgeixen del cap de Capelito reflecteixen la imaginació dels propis nens.

## Llistat de pel·lícules d'animació de titelles[16]
- Màgic (1978).
- The Dark Crystal (1982).
- Laberint (1986).
- Nines (Dolls) (1987).
- El ninot diabòlic (1988)
- Meet the Feebles (1989).
- The Muppet Christmas Carol (1992).
- Team America: La policia del món (Team America: World Police) (2004).
- Dead Silence (2007).
- El castor (2011).